# آنتونیو کوستا
آنتونیو کوستا (انگلیسی: António Costa؛ زادهٔ ۱۷ ژوئیهٔ ۱۹۶۱) یک وکیل و سیاستمدار پرتغالی است که از سال ۲۰۱۵ تا ۲۰۲۴، به‌عنوان به عنوان صد و نوزدهمین نخست‌وزیر پرتغال فعالیت می‌کرد.